# Picus vittatus
Picus vittatus е вид птица от семейство Picidae.

## Разпространение
Видът е разпространен във Виетнам, Индонезия, Камбоджа, Китай, Лаос, Малайзия, Мианмар, Сингапур и Тайланд.